# 广东团扇蕨
广东团扇蕨（学名：Gonocormus matthewii）为膜蕨科团扇蕨属下的一个种。